# Gemeinde Vransko

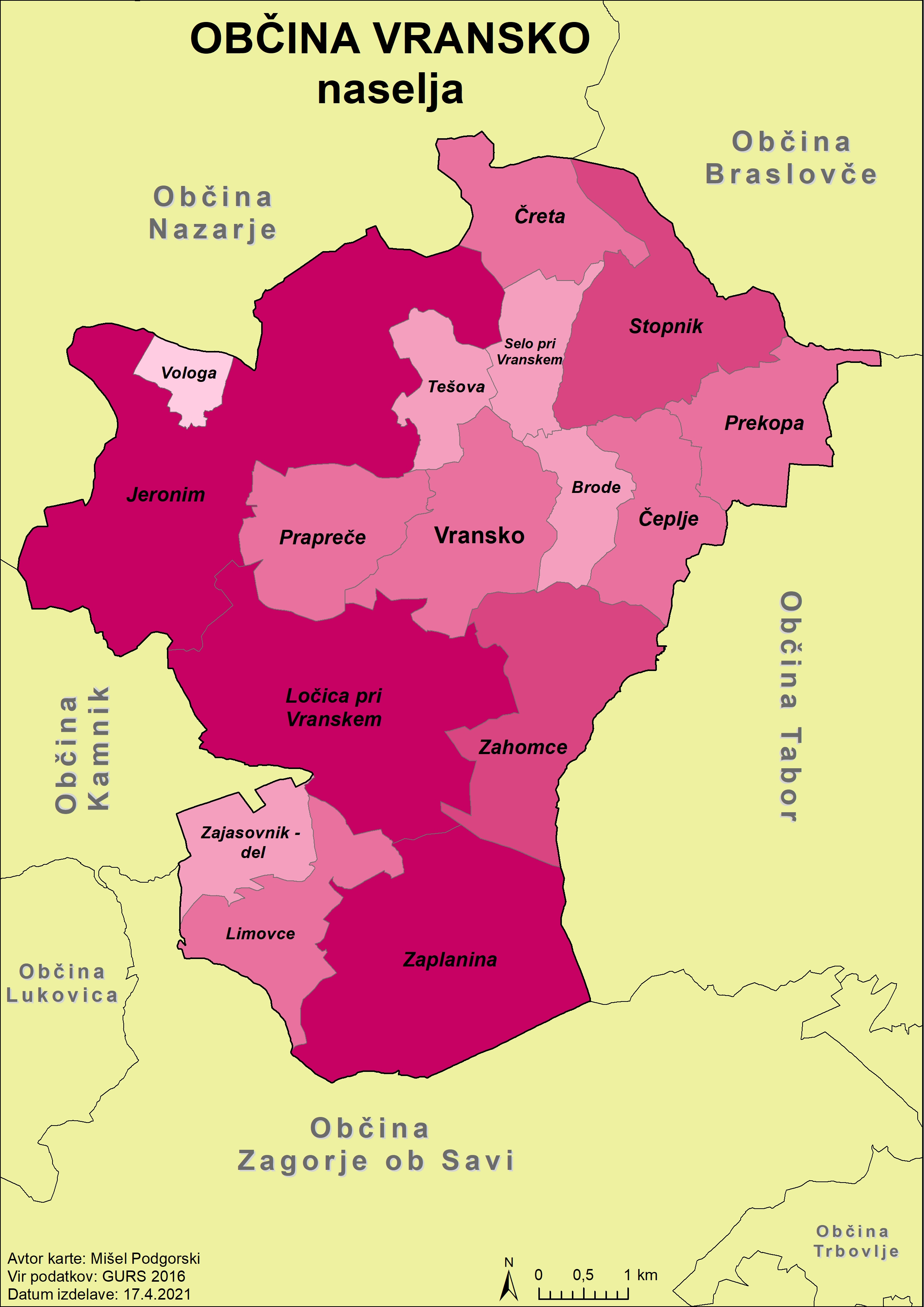
Übersichtskarte der Ortsteile

Vransko (deutsch: Franz) ist der Name einer Gemeinde (Občina) und deren Hauptortes in der Region Spodnja Štajerska (Untersteiermark) in Slowenien.

## Lage
Die Gesamtgemeinde besteht aus 16 Ortschaften. Der Hauptort Vransko liegt auf 340 m Höhe. Das Gemeindegebiet liegt auf halber Strecke zwischen Maribor und Ljubljana.

## Ortschaften der Gemeinde
- Brode (dt. Brodt)
- Čeplje (dt. Tscheple)
- Čreta (dt. Tschriett)
- Jeronim (dt. Sankt Hyeronimus)
- Limovce
- Ločica pri Vranskem (dt. Lotschitz bei Franz)
- Prapreče (dt. Prabertsche)
- Prekopa (dt. Prekop)
- Selo pri Vranskem (dt. Sellen bei Franz)
- Stopnik (dt. Heggenberg)
- Tešova (dt. Teschau-Burgsthal)
- Vologa (dt. Wollog)
- Vransko (dt. Franz)
- Zahomce (dt. Lahomze)
- Zajasovnik (dt. Sajasounik)
- Zaplanina (dt. Saplanina, auch Hinteralpe)

## Nachbargemeinden
| Nazarje         | Nazarje, Braslovče                          | Braslovče |
| Kamnik          | Kompassrose, die auf Nachbargemeinden zeigt | Tabor     |
| Zagorje ob Savi | Zagorje ob Savi                             |           |

## Sehenswürdigkeiten
- Karsthöhle Skadavnica.
- Kirchen St. Michael (1123), St. Mohor in Stopnik (1317) und St. Hieronimo (1545).
- Museen: Feuerwehrmuseum mit der Technik des 19. Jahrhunderts, Motorradmuseum

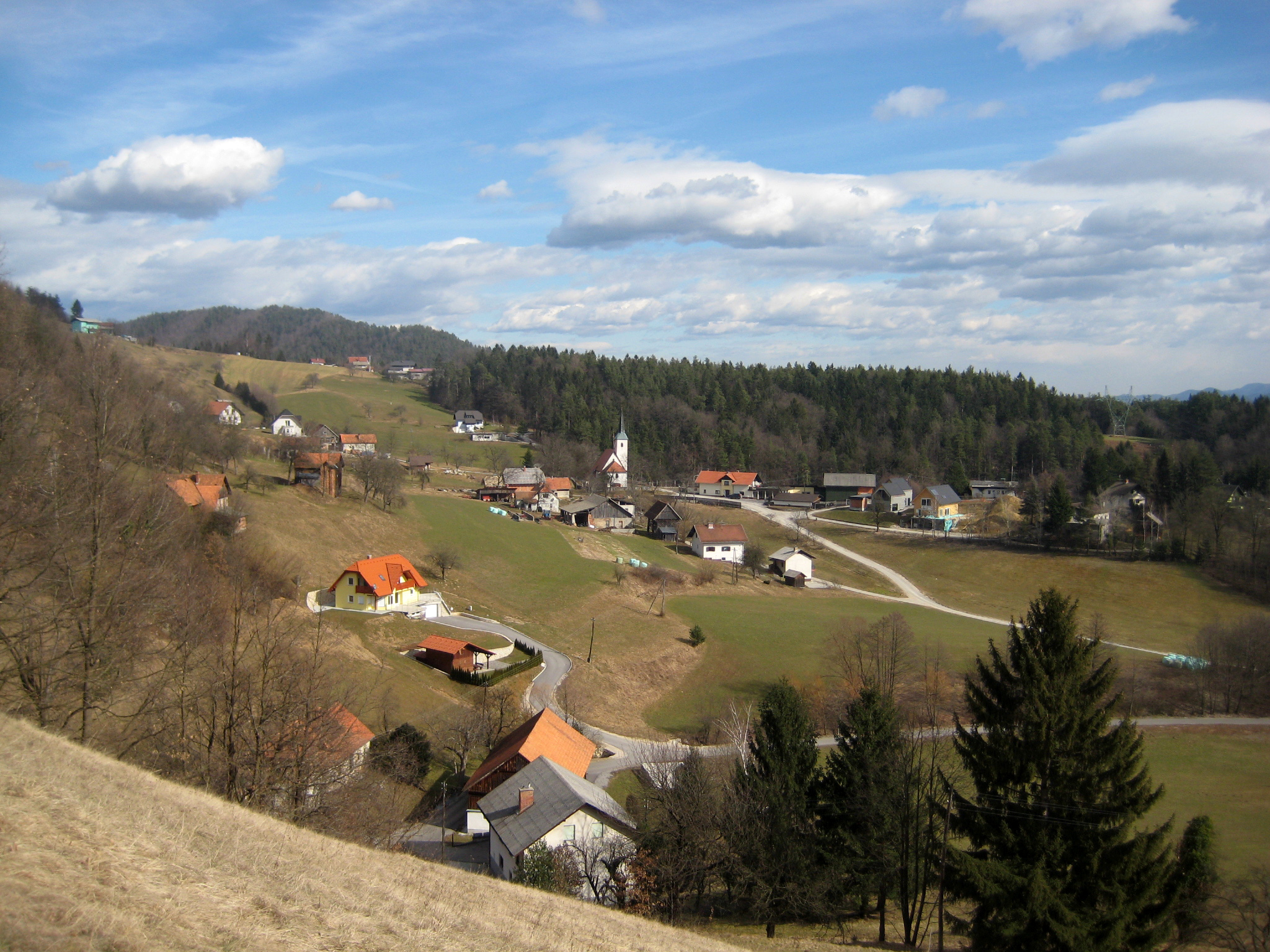
Der Ortsteil Stopnik
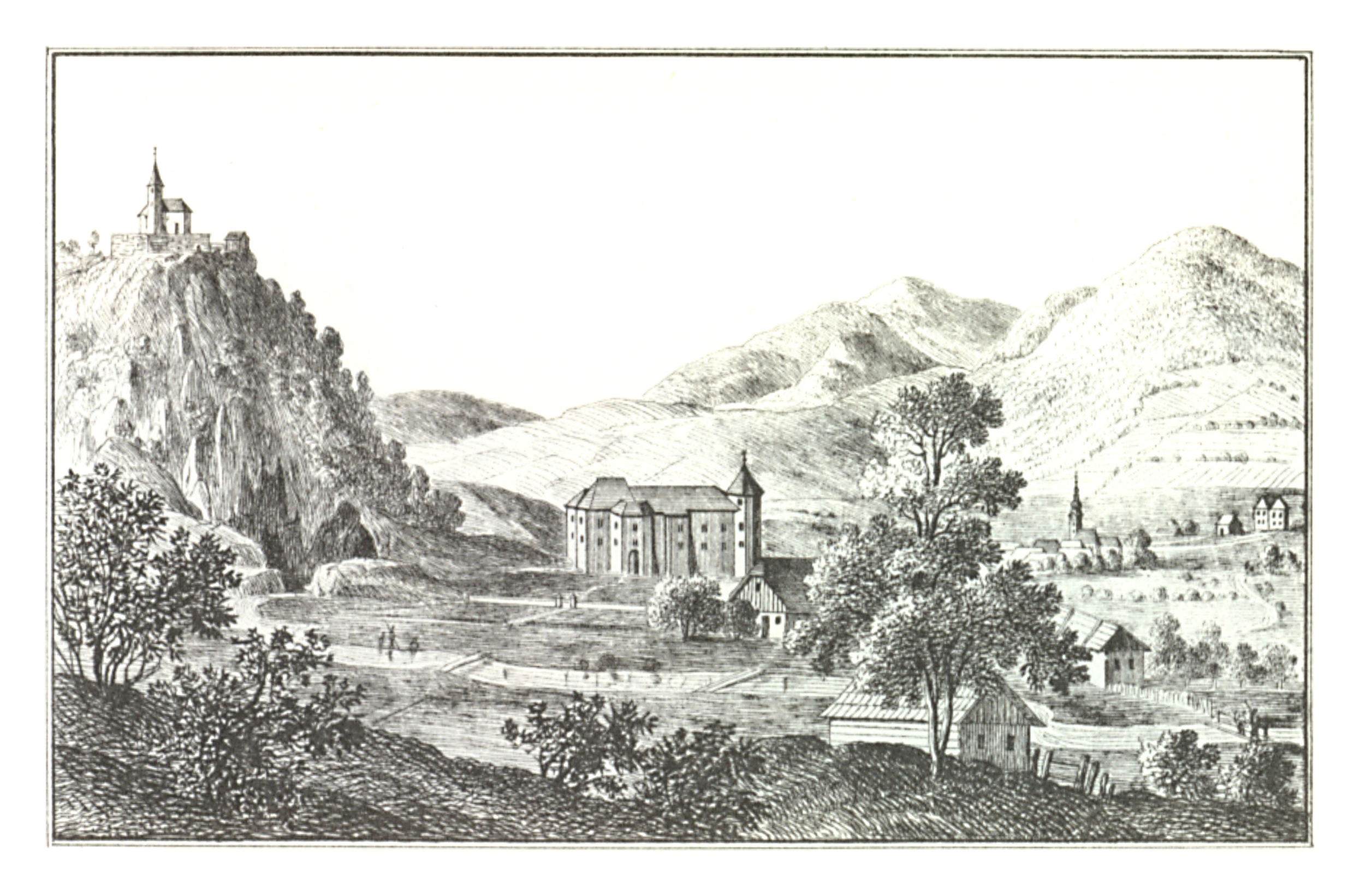
Schloss Purgstall 1820, Lith J.F. Kaiser, Graz